# Frumales
Frumales es un municipio y localidad española de la provincia de Segovia, en la comunidad autónoma de Castilla y León.

## Historia
Pertenece a la Comunidad de Villa y Tierra de Cuéllar, encuadrada en la Tierra de Pinares.
El término municipal del despoblado de Aldehuela de Cuéllar fue absorbido por Frumales cuando este se despobló en 1864; también perteneció a esta aldea despoblada el molino de la Aldehuela. 
Desde 1857 hasta 1930 el padrón de Perosillo estaba integrado en el de Frumales por compartir parroquia, aunque nunca perdió su estatus de ayuntamiento. En los últimos años, al casco antiguo se le han añadido numerosas casas nuevas en la entrada del pinar Chiquito y el pinal del Prado.

## Geografía

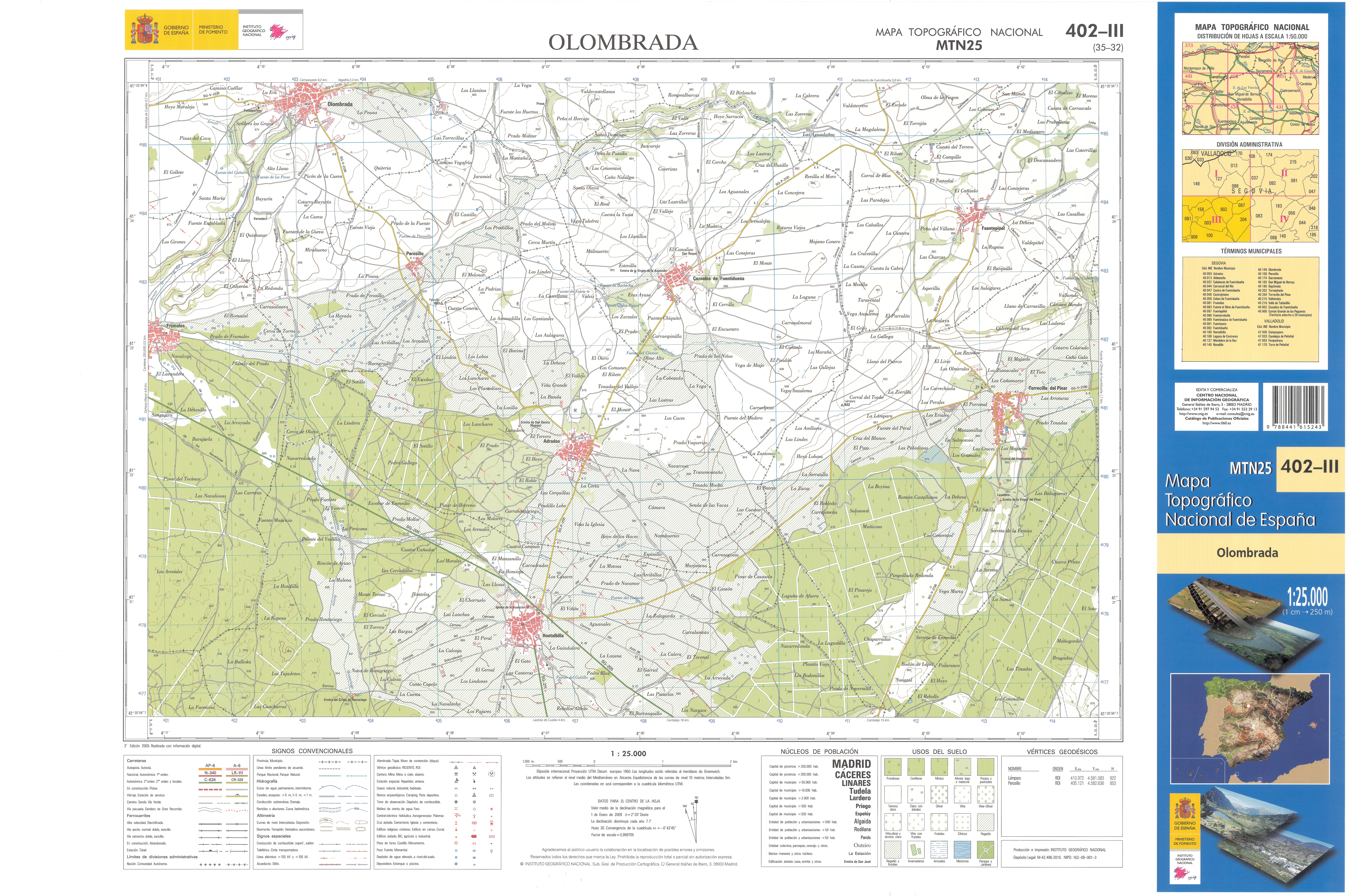
Fragmento de la hoja 402 del Mapa Topográfico Nacional de España de 2009 en el que se representa parte de Frumales

Su término lo forman laderas, campos de secano, cultivos de regadío y pinares.
| Noroeste: Cuéllar | Norte: Olombrada | Noreste: Olombrada           |
| Oeste: Cuéllar    |                  | Este: Perosillo, Hontalbilla |
| Suroeste: Cuéllar | Sur: Cuéllar     | Sureste: Hontalbilla         |

## Geografía humana

### Demografía
Cuenta con una población de 120 habitantes (INE 2024).
| Gráfica de evolución demográfica de Frumales entre 1842 y 2021 |
| |
| Población de derecho según los censos de población del INE Población de hecho según los censos de población del INEEntre el censo de 1857 y el anterior, crece el término del municipio porque incorpora a 40158 (Perosillo) Entre el censo de 1930 y el anterior, disminuye el término del municipio porque independiza a 40158 (Perosillo) |

La población actual está formada principalmente por personas de la tercera edad.
| 272           | 187 | 177 | 185 | 179 | 177 | 155 | 136 | 119 | 116 | 114 | 118 |
| (Fuente: INE) |     |     |     |     |     |     |     |     |     |     |     |

## Administración y política

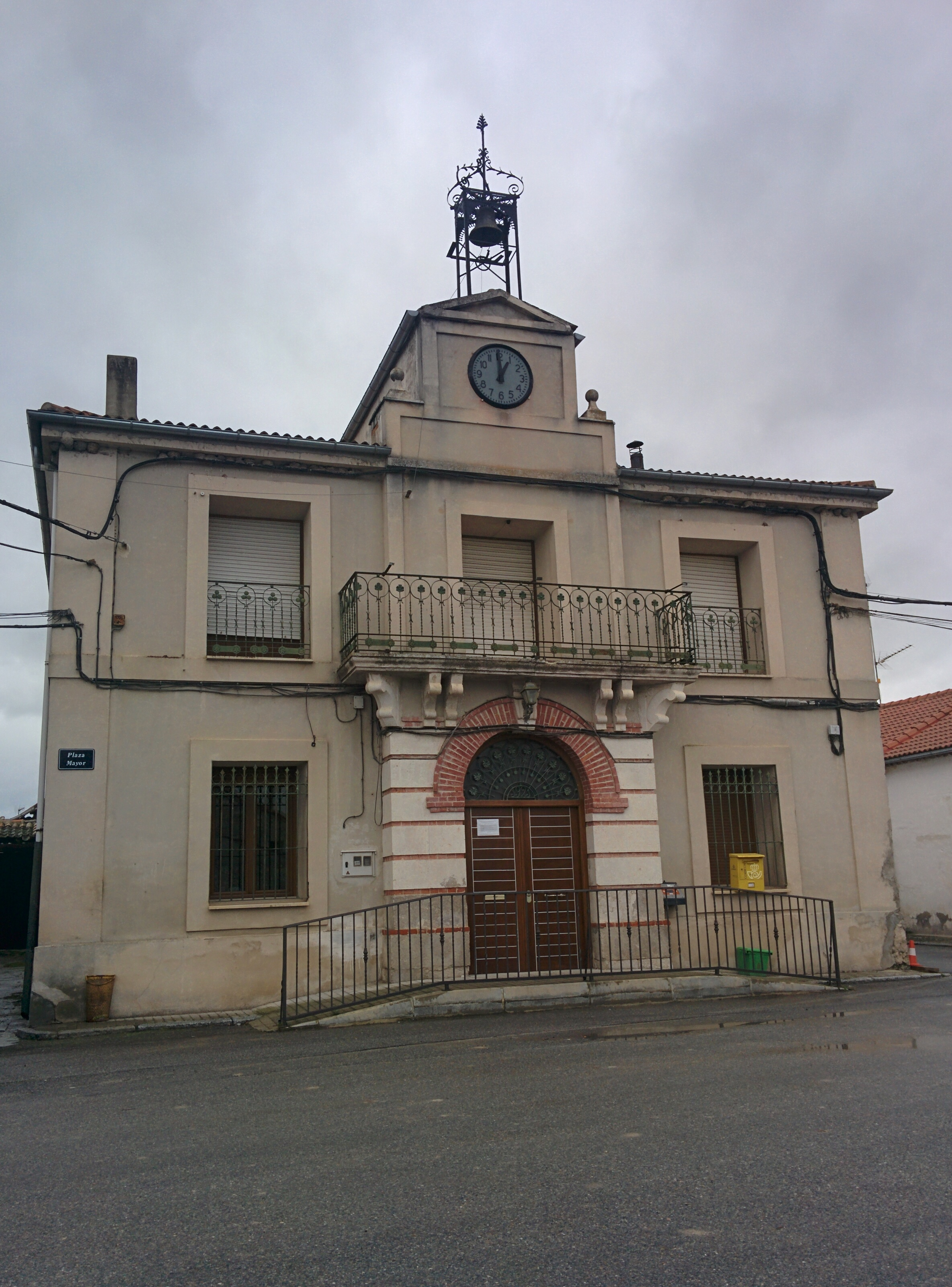
Casa consistorial

| Periodo   | Nombre                                | Partido               |
| --------- | ------------------------------------- | --------------------- |
| 1979-1983 | José López Bayón                      | AE                    |
| 1983-1987 | José López Bayón                      | Bloque Agrario BA-PRE |
| 1987-1991 | Bienvenido Merino Acebes              | AP                    |
| 1991-1995 | Mª. Fuensanta Pérez Sanz              | PP                    |
| 1995-1999 | Mª. Fuensanta Pérez Sanz              | PP                    |
| 1999-2003 | Tomás Merino Sanz                     | PSOE                  |
| 2003-2007 | María Purificación Aceves Cardava     | PP                    |
| 2007-2011 | María de la Paloma Llorente Hernández | PP                    |
| 2011-2015 | María de la Paloma Llorente Hernández | PP                    |
| 2015-2019 | María de la Paloma Llorente Hernández | PP                    |
| 2019-2023 | Francisco Javier Sanz Velasco         | PP                    |
| 2023-act. | Francisco Javier Sanz Velasco         | PP                    |

## Cultura

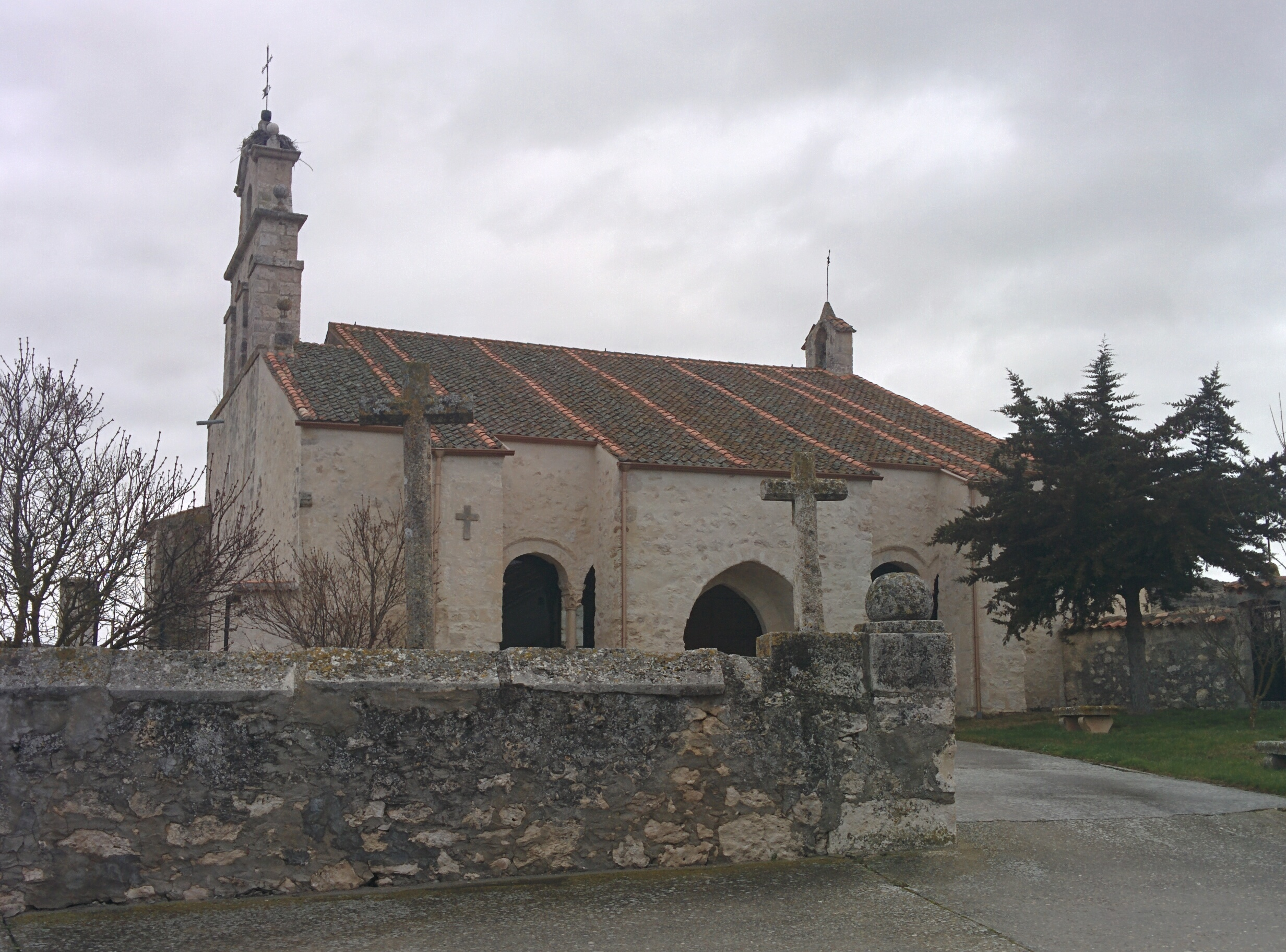
Iglesia de Nuestra Señora de la Asunción

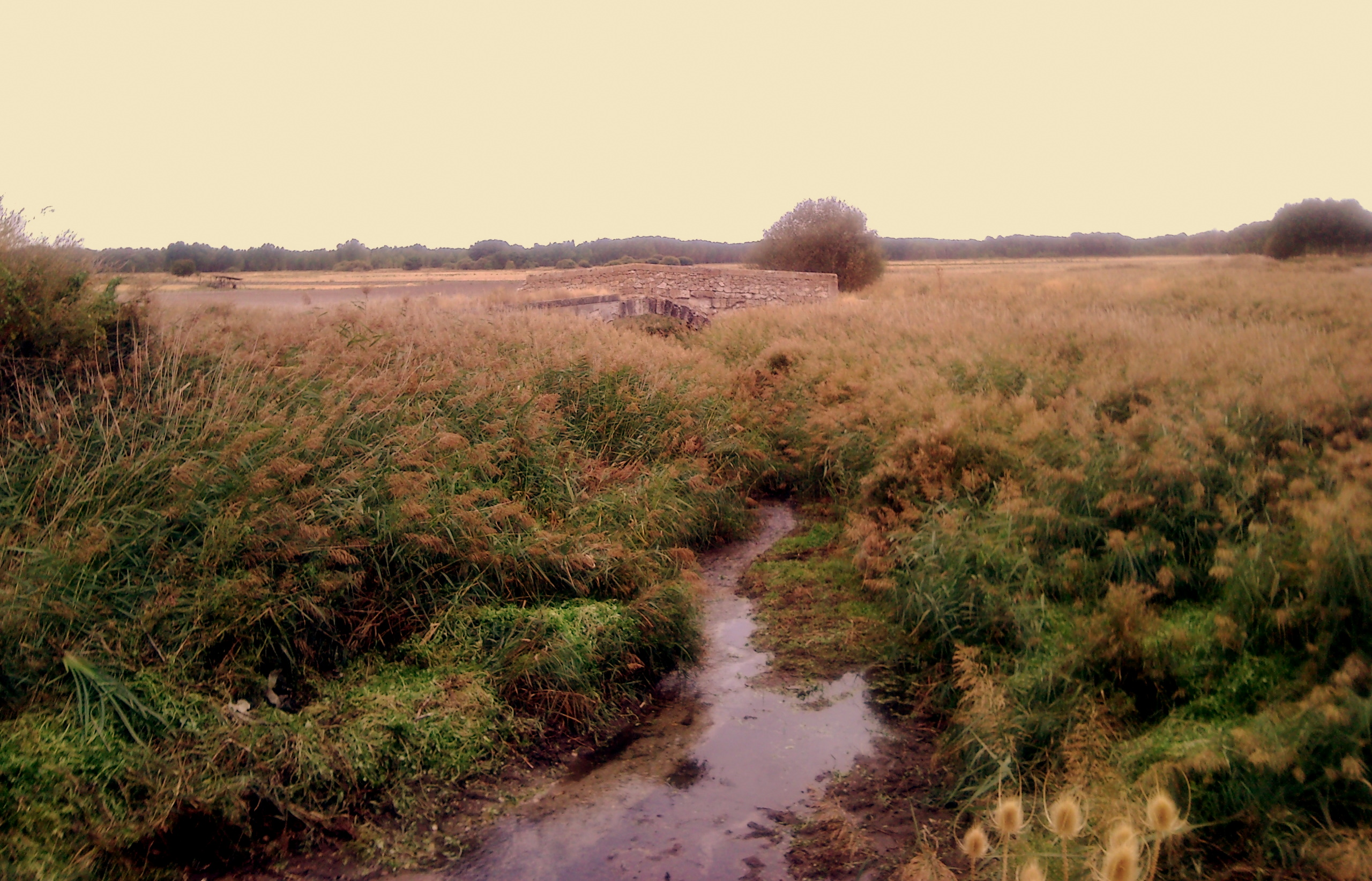
Puente de Aldehuela de Cuéllar

### Patrimonio
- Iglesia de Nuestra Señora de la Asunción, iniciada su construcción en el siglo XIII, siendo el presbiterio y la capilla lateral de esta época. En la cabecera se conserva un vano románico de tosca decoración. Recientemente se han descubierto junto a la puerta cuatro capiteles y arcos románicos. En el interior, con motivo de su restauración, han salido a la luz nuevos capiteles y columnas románicas. El arco triunfal es apuntado y en uno de los capiteles se representa la escena de la adoración de los Reyes Magos. En el Museo Catedralicio de Segovia se conserva un retablo procedente de Frumales con pinturas del maestro de Valseca;
- Tronco de una antigua olma de gran diámetro, presidiendo la entrada de la iglesia;
- Molino de la Aldehuela, perteneciente al despoblado de Aldehuela de la Cuéllar donde también quedan restos de un puente.

### Fiestas
- Nuestra Señora de la Asunción, el 15 de agosto;
- San Roque, el 15 de agosto;
- Virgen de la Aldehuela, el primer domingo de mayo, imagen que se venera en la iglesia procede del despoblado de Aldehuela de la Cuéllar.

## Personas destacadas
- Luis Mariano Minguela, futbolista internacional (1960).